# Gears of War 4
Gears of War 4 — відеогра жанру шутера від третьої особи, розроблена The Coalition і видана Microsoft Studios для Microsoft Windows і Xbox One 11 жовтня 2016 року. Це четверта основна гра в серії Gears of War, та перша, розроблена не Epic Games. Нею започатковано другу трилогію Gears of War.
Події Gears of War 4 відбуваються через 25 років після фіналу Gears of War 3. Головним героєм є син Маркуса Фенікса, Джеймс. Разом з групою товаришів він стає свідком появи нової загрози, котру Коаліція намагається приховати від громадськості.

## Ігровий процес

### Основи
Gears of War 4 зберігає основи ігрового процесу, закладені першою Gears of War, але має низку нововведень. Як в інших іграх серії, гравець керує бійцем, якому належить боротися з численними ворогами шляхом стрілянини та командування своїм загоном. Персонажі повинні переміщуватися від укриття до укриття та здійснювати короткочасні вилазки, уникаючи ворожого вогню. В цій грі з'явилася змога здійснювати ривки вперед, щоб збити ворога. Вороги ж отримали здатність виривати бійців з-за укриттів. Більше значення отримала погода, вона не лише впливає на видимість, підхоплені бурею уламки можуть поранити ворогів, а кинута проти вітру граната — повернутися в протагоніста. Також у поле бою б'ють блискавки, що слід враховувати при переміщенні. Місцями впроваджено елементи будівництва, коли гравець розставляє оборонні споруди. Вороги в Gears of War 4 різноманітніші, ніж раніше, включаючи як чудовиськ, так і роботів.
Гра пропонує кооперативне проходження як по мережі вдвох, так і в режимі розділеного екрана. При цьому можлива кросплатформова гра між власниками версії для Windows та Xbox One.

### Багатокористувацька гра
- «Гонка озброєнь» (англ. Arms Race) — беруть участь дві команди по 5 бійців, зброя яких змінюється автоматично. Метою кожної команди є першою здійснити 3 вбивства зі вказаної зброї, після чого зброя автоматично замінюється на іншу. Всього є 13 видів зброї, а на місцевості можна підібрати боєприпаси до неї.
- «Викидайло» (англ. Dodgeball) — беруть участь дві команди по 5 бійців, метою є вивести з гри всіх противників. Вбиті бійці можуть повертаються у стрій, якщо хтось з їхньої команди сам здійснив убивство і вижив після цього 5 секунд.
- «Ескалація» (англ. Escalation) — дві команди борються за володіння трьома кільцями. Якщо боєць стоїть в кільці кілька секунд, він захоплює його. За час володіння кільцями нараховуються очки, перемагає та команда, що першою набере 210 очок. Контроль одночасно всіх кілець упродовж 6 секунд одразу приносить перемогу.
- «Командний бій насмерть» (англ. Team Deathmatch) — гравці поділяються на команди, де вбиті бійці можуть бути оживлені товаришами. Кожна команда при цьому має спільний запас життів. Перемагає та команда, що першою виграє два раунди, або в якої лишається більше життів до вичерпання часу.
- «Цар гори» (англ. King of the Hill) — команди змагаються за володіння єдиною точкою. Що довше команда нею володіє, то більше отримує переможних очок на свій рахунок. Точка вважається у власності команди, якщо біля неї лишається принаймні один ворожий боєць. Тут палі бійці також можуть одразу повернутися в бій, не чекаючи завершення раунду.
- «Зона бойових дій» (англ. Warzone) — гравці поділяються на команди, де загиблі не відроджуються до кінця раунду. Метою є знищити всіх бійців протиборчої команди.
- «Страта» (англ. Execution) — команди змагаються у знищенні одна одної. Застрелені бійці певний час вважаються пораненими та можуть бути повернені в бій іншими учасниками команди. З першого разу вбити бійця можна тільки в ближньому бою.
- «Страж» (англ. Guardian) — гравці поділяються на команди, кожна з яких отримує лідера. Метою є знищити всіх бійців протиборчої команди. Коли команда втрачає лідера, її учасники втрачають здатність відроджуватись.
- «Орда» (англ. Horde) — до п'яти учасників, поділених на класи з різними здібностями, разом протистоять 50 хвилям Рою. З кожною хвилею кількість і сила ворогів зростає, а палі товариші по команді автоматично відроджуються. Між хвилями бійці отримують у розміщеному на території Фабрикаторі зброю, припаси та вдосконалення, а також розміщують укриття, турелі, пастки і обманки. Діяльність Фабрикатора вимагає енергії, що отримується за знищення ворогів і виконання особливих умов. Зібравши її, боєць повинен прийти до Фабрикатора, якщо він гине, то енергія лишається на місці загибелі та може бути взята інших гравцем. Також на місці смерті лишається жетон, якщо він буде доставлений до Фабрикатора товаришем по команді, власника можна відродити за певну кількість енергії. Крім того гравці попередньо можуть скористатись «мутаторами» — встановити особливі умови гри, наприклад, нескінченний боєзапас, або миттєві вбивства в рукопашному бою[2][3].

## Сюжет

### Світ гри
Після фіналу війни з Сараною та Сяйливими на планеті Сера минуло 25 років. Під дією пристрою Адама Фенікса всі організми, заражені імульсією, загинули. Сяйливі розклалися, а Сарана покрилася надзвичайно міцними кристалічними оболонками. Позаяк останки було вкрай важко знищити, їх просто скидали до шахт і підземних тунелів.
Людство скоротилося до кількох сотень тисяч, нестачу робочих рук стали компенсувати роботами DeeBee. Коаліція Об'єднаних Держав лишилася єдиною впливовою силою на планеті. Під керівництвом Першого міністра Міни Джинн, вона відбудувала міста, де панують закони воєнного часу, а населення не покидає їхніх стін. Коаліції протистоять Вигнанці, що живуть у пустках, вважаючи, що нова Коаліція не краща за стару.

### Події гри
У 25-й День Перемоги Міністр влаштовує парад в місті Новий Ефір, запросивши ветеранів війни з Сараною. Один з них, Віктор Хоффман, слухаючи промови Джинн, згадує битву наприкінці Маятникових Війн, де він і Домінік Сантьяго забрали з Центру військових розробок Союзу Незалежних Республік креслення супутника «Молот Світанку»; зустріч з Мін Янг Кімом і Анею Штрауд в День Вторгнення; і кінець війни, коли пристрій Адама Фенікса знищив усю Сарану та Сяйливих на планеті. Наприкінці промови Джинн шкодує, що серед них немає сержанта Маркуса Фенікса, котрому вся Сера завдячує перемогою.
Тим часом син Маркуса Фенікса, Джеймс Домінік Фенікс, приєднався до Вигнанців. З групою бійців-дезертирів, куди входять Делмонт Вокер, а також Кейт Діаз і її дядько Оскар, шукають припаси. Вони планують викрасти 3D-принтер Фабрикатор, що знаходяться в одному з поселень КОД, яке будується роботами DeeBee. Кейт показує Джеймсу лялечку, в якій гусениця перетворюється на метелика. Наближення бурі змушує загін негайно увірватися до поселення. Оскар відкриває вогонь в роботів і починається перестрілка. Вигнанці викрадають Фабрикатор і тікають, але їх зупиняє загін DeeBee, крізь яких звертається Джинн. Міністр звинувачує Фенікса у викраденні її людей, роботи збираються провести арешт, але їх несподівано збиває підіслана кимось вагонетка. Бійців переслідує бойовий дрон, але врешті їм вдається перемогти й повернутись до свого селища.
Джинн вислідковує селище та дає шанс здатися, але Вигнанці дають посланим нею DeeBee відсіч. Бійці вирушають до Поселення 5, яким керує Рейна Діаз, мати Кейт. Поселення атакують роботи, але й ця атака зазнає невдачі. Бійці зауважують, що DeeBee тепер озброєні смертельною зброєю, тоді як досі мали тільки паралізуючі рушниці. Вночі після цього невідомі істоти нападають на Вигнанців, викрадаючи, крім багатьох інших, Оскара і Рейну. Під час поєдинку з їхнім ватажком Рейна встигає відрубати йому руку. Цю руку, покриту кристалами, знаходять Джеймс, Делмонт і Кейт. Джеймс відрізає кристал, і, підозрюючи повернення Сарани, вирушає за порадою до Маркуса Фенікса.
Діставшись до маєтку родини Штраудів, Джеймс відвідує могилу своєї матері Ані, а потім зустрічається з батьком. Той сварить сина за те, що він пішов до війська, а потім дезертирував. Коли слідом прибувають DeeBee, Маркус захищає сина та його товаришів. Разом вони тікають через підземний тунель. Відбиваючись від переслідування, загін на мотоциклах добирається до зруйнованого містечка. Маркус розповідає, що 25 років тому він і Аня Штрауд скидали до тамтешніх шахт трупи Сарани, котрі покрилися кристалічними оболонками. Невдовзі на Маркуса нападає «викрадач» — чудовисько, що утримує жертв у своєму череві. Джеймс бере командування на себе і в пошуках батька долає руїни музею, старої електростанції та спускається в шахти разом з Делмонтом і Кейт.
Пробившись через чудовиськ, трійця знаходить Маркуса, ув'язненого в коконі. Визволений Маркус пояснює, що відчував зв'язок з іншими ув'язненими, котрих тут перетворюють на чудовиськ. Це справді Сарана, що перейшла в нову стадію розвитку. Рейна ж викрадена нею з особливою метою і утримується десь окремо. Загін знищує істоту Брумака та ворожого ватажка. Всі четверо бійців вибираються з шахти за допомогою ліфтових тросів, а шахта руйнується через падіння їхньої противаги. Нагорі вони зустрічають робота, через якого Джинн просить поговорити з Джеймсом Феніксом, адже Сарана повернулася в формі нових чудовиськ — Рою. Проте нападають істоти Рою і знищують робота.
Загін прямує до греблі, за якою розташована головна база Рою. Скориставшись покинутою радіостанцією, Маркус викликає підмогу — своїх старих товаришів Деймона Беарда, Августа Коула і Саманти Бірн. Він підтверджує підозри сина, що ці люди потай слідкували за Джеймсом і допомагали йому в дорозі. Маркус, Деймон, Коул, Саманта і Делмонт відлітають на гелікоптері на ворожу базу, а Джеймс і Кейт пілотують бойових мехів. Рій збиває гелікоптер, а Джейден і Кейт, скориставшись його лопатями, розрубують чудовисько, що охороняє базу. Бійці спускаються в печери під базою, де знаходять Рейну, злиту з коконами органічними кабелями. Кейт доводиться вбити свою матір ножем, щоб позбавити її від страждань. Перед смертю Рейна віддає Кейт амулет її бабусі.
На виході з печери Кейт каже Джеймсу, що ніколи не бачила своєї бабусі й не знає ким вона була. Перевернувши амулет, Кейт бачить там герб Сарани. В сцені після титрів Оскар розрізає зсередини черево «викрадача» і лається, побачивши, що опинився невідомо де.

## Оцінки й відгуки
| Агрегатор  | Оцінка                    |
| ---------- | ------------------------- |
| Metacritic | (PC) 86/100 (XONE) 84/100 |

| Видання                   | Оцінка  |
| ------------------------- | ------- |
| Destructoid               | 8/10    |
| Electronic Gaming Monthly | 9/10    |
| Game Informer             | 9.25/10 |
| GameRevolution            | [ 9 ]   |
| GameSpot                  | 7/10    |
| GamesRadar+               | [ 11 ]  |
| Giant Bomb                | [ 12 ]  |
| IGN                       | 9.2/10  |
| PC Gamer (США)            | 75/100  |
| Polygon                   | 9/10    |
| VideoGamer.com            | 9/10    |

Gears of War 4 здобула високі оцінки критиків і гравців та зібрала 86 балів зі 100 у версії для Windows та 8 зі 100 для Xbox One на агрегаторі Metacritic.
В рецензії IGN відзначалося, що гра не відходить від формули перестрілок і укриттів, у той же час вороги в ній мають нову поведінку. В Gears of War 4 можливі різні стилі грання і мультиплеєр доладно продовжує сюжетну кампанію.
На думку GameSpot, сюжет Gears of War 4 передбачуваний, а персонажам бракує глибини, яку мали герої оригінальної трилогії. Також зауважувалось, що кампанія має багато повторюваних моментів. Натомість було високо оцінено мультиплеєр, особливо вдосконалений режим «Орда», та збагачену механіку пересування полем бою.